# Tomentella

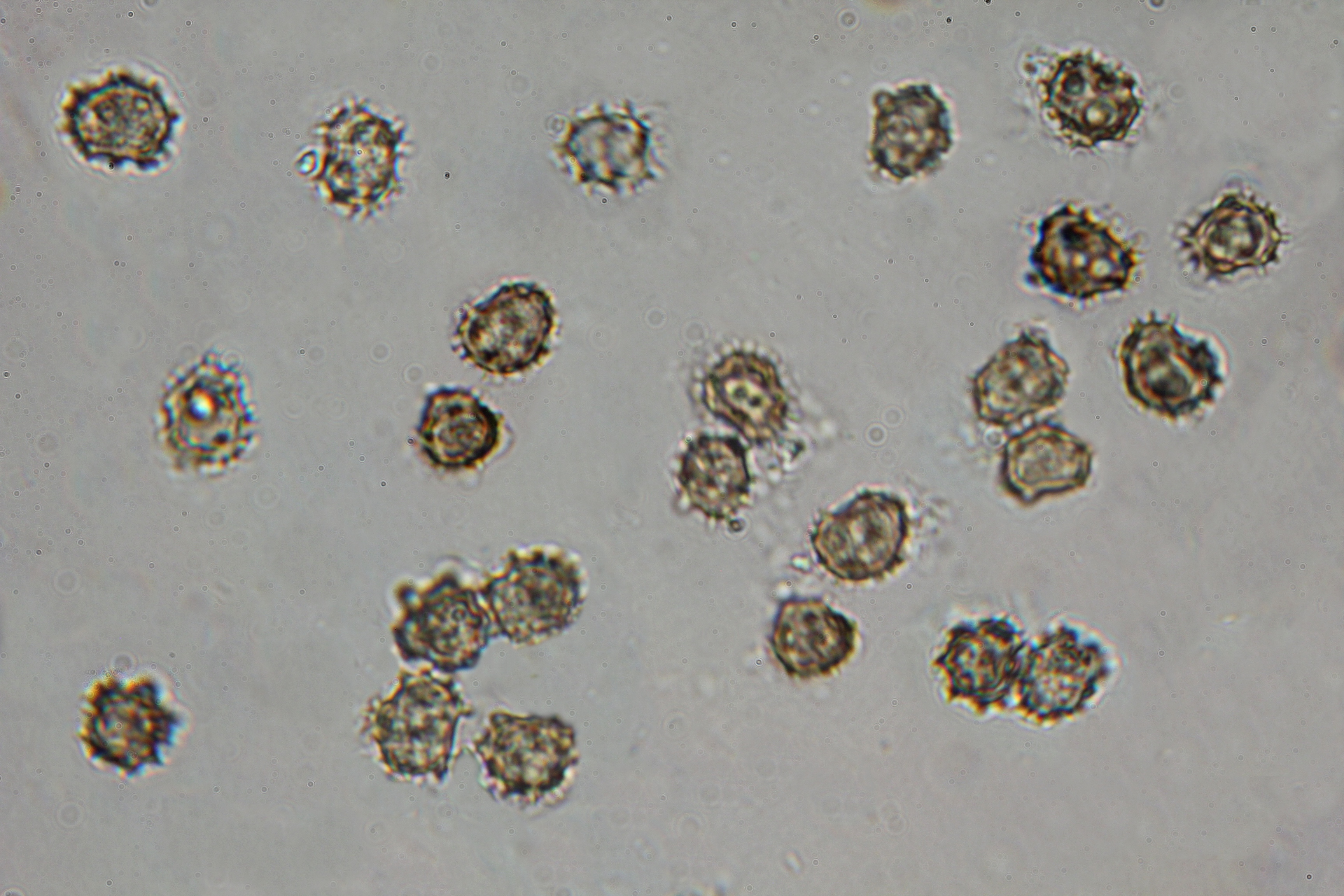
Zarodniki Tomentella sp.

Tomentella Pers. ex Pat. (kutnerka) – rodzaj grzybów z rodziny chropiatkowatych (Thelephoraceae).

## Charakterystyka
Grzyby ektomykoryzowe, tworzące owocniki na powierzchni gleby i drewna. Ważne gatunki symbiotyczne w lasach. Owocniki jednoroczne, rozpostarte (resupinatowe), rozpostarto-odgięte, strzępiaste, pajęczynowate, czasami inkrustowane. Warstwa płodna ciągła lub nieciągła, czerwona, żelazista, żółta, beżowa, brązowa, zielona, oliwkowa, szara lub czarna. Brzeg pajęczynowaty, strzępiasty, włochaty, lub włókienkowaty, zwykle bledszy niż warstwa płodna. Powierzchnia hymenialna gładka, ziarnista, brodawkowata lub ząbkowana. Pod działaniem KOH owocnik często ciemnieje.
System strzępkowy monomityczny lub dimityczny. Strzępki generatywne w subikulum często więcej niż jednego rodzaju, cienkościenne lub grubościenne, z przegrodami, licznymi sprzążkami, zazwyczaj pigmentowane. Podstawki maczugowate, często z przegrodami poprzecznymi, 4-sterygmowe. Cystydy nieobecne lub obecne, jeśli są to spiczaste, maczugowate lub główkowate. Bazydiospory zwykle pigmentowane w odcieniach brązu, zieleni lub czerwieni, pod działanem KOH zwykle w odcieniach brązu. U różnych gatunków mają różnorodny kształt i ornamentację.

## Systematyka i nazewnictwo
Pozycja w klasyfikacji według Index Fungorum: Thelephoraceae, Thelephorales, Incertae sedis, Agaricomycetes, Agaricomycotina, Basidiomycota, Fungi.
Synonimy: Acrotamnium Nees,
Caldesiella Sacc.,
Cyphellina Rick,
Hydnopsis (J. Schröt.) Rea,
Hypochnus Fr.,
Karstenia Britzelm.,
Odontium Raf.,
Phaeodon subgen. Hydnopsis J. Schröt.,
Prillieuxia Sacc. & P. Syd.,
Tomentella Johan-Olsen,
Tomentellastrum Svrček,
Tomentellina Höhn. & Litsch.
Polską nazwę nadał Franciszek Błoński w 1890 r.
Gatunki występujące w Polsce
- Tomentella atroarenicolor Nikol. 1970
- Tomentella atrovirens (Bres.) Höhn. & Litsch. 1908[6]
- Tomentella badia (Link) Stalpers 1975[7]
- Tomentella botryoides (Schwein.) Bourdot & Galzin 1924[7]
- Tomentella bryophila (Pers.) M.J. Larsen 1974[7]
- Tomentella castanea (Bourdot & Galzin) Donk 1924[7]
- Tomentella cinerascens (P. Karst.) Höhn. & Litsch. 1906 – kutnerka szarawa
- Tomentella cinereoumbrina (Bres.) Stalpers 1993[7]
- Tomentella clavigera Litsch. 1960[7]
- Tomentella coerulea (Bres.) Höhn. & Litsch. 1908 – kutnerka niebieskawa
- Tomentella crustacea (Schumach.) Höhn. & Litsch. 1908 – kutnerka skorupiasta
- Tomentella crinalis (Fr.) M.J. Larsen 1967 – kutnerka włochata
- Tomentella ellisii (Sacc.) Jülich & Stalpers 1980[7]
- Tomentella ferruginea (Pers.) Pat. 1887 – kutnerka rdzawa
- Tomentella fuscella (Sacc.) S. Lundell 1954 – kutnerka ciemna
- Tomentella fuscocinerea (Pers.) Donk 1933 – kutnerka żółtoszara
- Tomentella fuscoferruginosa (Bres.) Litsch. 1941 – kutnerka ciemnordzawa
- Tomentella galzinii Bourdot 1924[7]
- Tomentella griseoumbrina Litsch. 1936[7]
- Tomentella griseoviolacea Litsch. 1941[6]
- Tomentella italica (Sacc.) M.J. Larsen 1967[7]
- Tomentella lapida (Pers.) Stalpers 1984[7]
- Tomentella lateritia Pat. 1897 – kutnerka czerwonawa
- Tomentella lilacinogrisea Wakef. 1966[7]
- Tomentella nitellina Bourdot & Galzin 1924[7]
- Tomentella pilosa (Burt) Bourdot & Galzin 1924[7]
- Tomentella punicea (Alb. & Schwein.) J. Schröt. 1888 – kutnerka brązoworóżowa
- Tomentella stuposa (Link) Stalpers 1984 – kutnerka podlaska
- Tomentella sublilacina (Ellis & Holw.) Wakef. 1962 – kutnerka fioletowawa
- Tomentella subcinerascens Litsch. 1939[6]
- Tomentella subtestacea Bourdot & Galzin 1924 – kutnerka gliniasta
- Tomentella terrestris (Berk. & Broome) M.J. Larsen 1974[7]
- Tomentella testaceogilva Bourdot & Galzin 1924[7]
- Thelephora wakefieldiae Zmitr., Shchepin, Volobuev & Myasnikov, in Zmitrovich, Shchepin, Malysheva, Kalinovskaya, Volobuev, Myasnikov, Ezhov, Novozhilov & Yu 2018[7]
- Tomentella viridula (Bourdot & Galzin) Svrček 1958[7].

Nazwy naukowe na podstawie Index Fungorum. Wykaz gatunków i nazwy polskie według Władysława Wojewody i innych.